# Wissgandstöckli
Wissgandstöckli är en bergstopp i Schweiz.   Den ligger i distriktet Wahlkreis Sarganserland och kantonen Sankt Gallen, i den östra delen av landet, 140 km öster om huvudstaden Bern. Toppen på Wissgandstöckli är 2 488 meter över havet, eller 287 meter över den omgivande terrängen. Bredden vid basen är 3,6 km.
Terrängen runt Wissgandstöckli är huvudsakligen bergig. Närmaste större samhälle är Flums, 12,7 km nordost om Wissgandstöckli. 
Trakten runt Wissgandstöckli består i huvudsak av gräsmarker. Runt Wissgandstöckli är det ganska glesbefolkat, med 38 invånare per kvadratkilometer.